# ゼンノリタケ
株式会社ゼンノリタケ（英: Zennoritake Co., Ltd.）は、愛知県名古屋市名東区に本社を置く研削材の販売会社。

## 概要
日本陶器（現・ノリタケ）製研削材の中小企業向け販売を目的として、1958年（昭和33年）に東京都に設立されたノリタケ研削砥石販売株式会社が母体となっている。当初は日本陶器から移管された関東以北の営業を行なっていたが、1960年（昭和35年）12月1日に名古屋市、1961年（昭和36年）5月21日に大阪市、1964年（昭和39年）2月に小倉市（現・北九州市）に営業所を開設し、販路を拡大していった。
1965年（昭和40年）3月2日にはノリタケ砥石セールス株式会社に商号を変更した。大手企業向けの販売は引き続き日本陶器が担当し、中小企業向けの販売を続けた。顧客の要望を開発部に伝えるなど、日本陶器との関係は密接であった。やがて砥石以外にも研磨布紙や研削油なども扱うようになったため、1973年（昭和48年）6月15日に再び商号を変更し、現在と同じ株式会社ゼンノリタケとなった。
1974年（昭和49年）には日本陶器の砥石事業部の再編にともない、東京、大阪、名古屋をそれぞれ担当していた株式会社トウブセールス、東洋商事株式会社、株式会社西部商事の販売会社3社を吸収合併して資本金を2億5,000万円に増資した。1980年（昭和55年）11月には本社を東名高速道路・名古屋ICに近い名古屋市名東区の現在地に移転した。
2001年（平成13年）3月に関連会社の金属精砥株式会社、信越精砥株式会社、ダイヤ研削砥石株式会社、株式会社富山精砥商会、株式会社中国精砥石を吸収合併し、全国に15ヶ所の営業所を組織するようになり、現在に至る。